# Gregorio Ferro
Gregorio Ferro, né Gregorio Ferro Requeijo le 24 décembre 1742 à Boqueixón (La Corogne, Espagne) et mort le 23 janvier 1812  à Madrid, est un peintre espagnol.

## Biographie

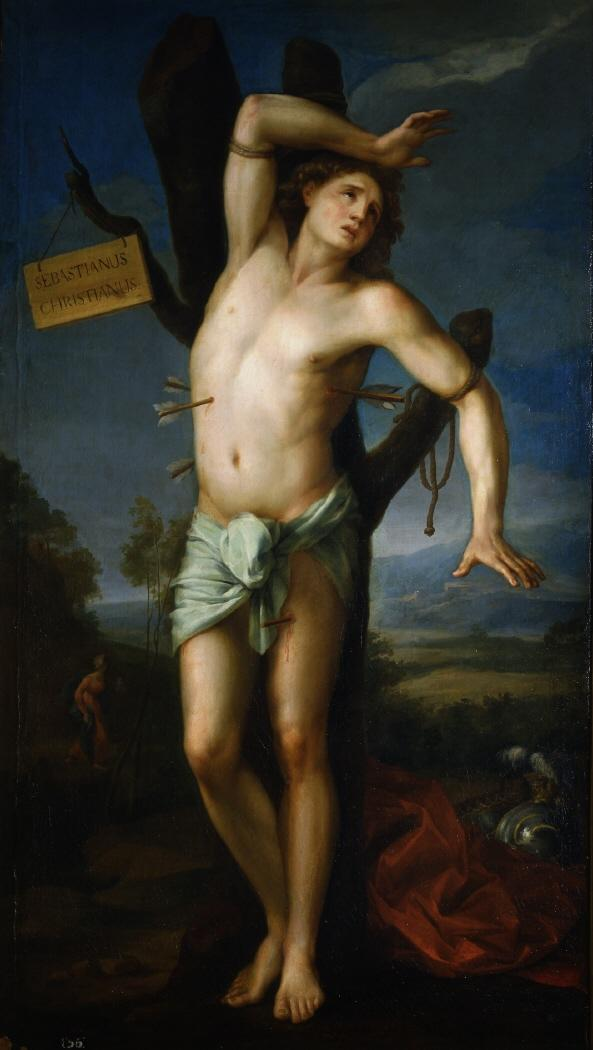
Martirio de san Sebastián (1781), huile sur toile (193 × 108 cm), Madrid, Musée de l'Académie royale des beaux-arts de San Fernando.

Né dans une famille de la noblesse locale de Boqueixón, ses premières années sont marquées en 1750 par la mort de sa mère et le nouveau mariage de son père. Il déménage à Saint-Jacques-de-Compostelle et entre comme serviteur à la sacristie du monastère bénédictin de Saint Martin Pinario (es), où il fait ses premiers pas dans la peinture. Felipe de Castro (es) remarque son talent, et aidé par un prêtre proche de la famille, Gregorio Ferro quitte sa province natale à l'âge de 15 ans pour Madrid, où il entre à l'Académie royale des beaux-arts de San Fernando et devient élève d'Anton Raphael Mengs.
Il part ensuite à Rome pour finir sa formation et y gagne plusieurs prix. Il obtient de l'Académie une pension, qui sera amplifiée par son mentor, Mengs, de sa propre poche.
Ferro remporte le premier prix au concours de peinture de troisième catégorie convoqué par l'académie royale des beaux-arts de San Fernando en 1763, auquel participe notamment Francisco de Goya.
Avant de partir à Rome, il avait réalisé quelque dessin pour la Cour ; il avait en effet été élu en 1781 académicien de San Fernando grâce au tableau Martirio de san Sebastián.
À la demande des Franciscains et avec l'appui de Charles III, sept tableaux sont commandés pour décoré l'autel et l'ensemble de la basilique de Saint François le Grand. Les artistes qui ont l'insigne honneur d'être choisis sont Goya, Mariano Salvador Maella, Francisco Bayeu, Andrés de la Calleja, Antonio González Velázquez, José del Castillo et Gregorio Ferro. Ces œuvres sont réalisées entre 1781 et 1783.
Lors du prix de première classe de peinture de 1772, il se classe deuxième derrière Jacinto Gómez Pastor (es) avec une allégorie de la naissance de l'enfant Charles Clement, le fils aîné de Charles IV.
En 1788, il est nommé Tenant Directeur de l'Académie en substitution de Francisco Bayeu, avant de devenir Directeur de Peinture en 1791, à la suite de la défection de Goya. En octobre 1804, l'Académie le propose comme Directeur et le roi Charles IV l'approuve le 4 novembre. Il aura notamment José de Madrazo y Agudo comme élève.
Il n'obtient pas le poste de Peintre de Chambre, probablement pour la concurrence de grande qualité de l'époque.
Il a réalisé de nombreuses œuvres pour les édifices royaux et autres palais, en particulier à Madrid et à Aranjuez, et notamment plusieurs fresques dans le palais du Marquis de Grimaldi (es), siège de l'actuel Centro de Estudios Políticos y Constitucionales (es), à côté du palais du Sénat, où il a travaillé de 1787 à 1792. Il produit aussi divers tableaux de thématique religieuse dans des églises de la Cour ainsi que plusieurs œuvres mineures dans les régions de Murcie, Cuenca et Galice, entre autres.
On peut voir au Scolasticat de Saint-Jacques-de-Compostelle un médaillon à son effigie représentant Saint Jacques tuant les Maures.

Galerie d'œuvres de Gregorio Ferro
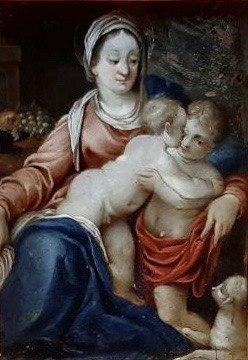
La Virgen con el Niño y San Juanito (n. d.), d'après Hans Rottenhammer.
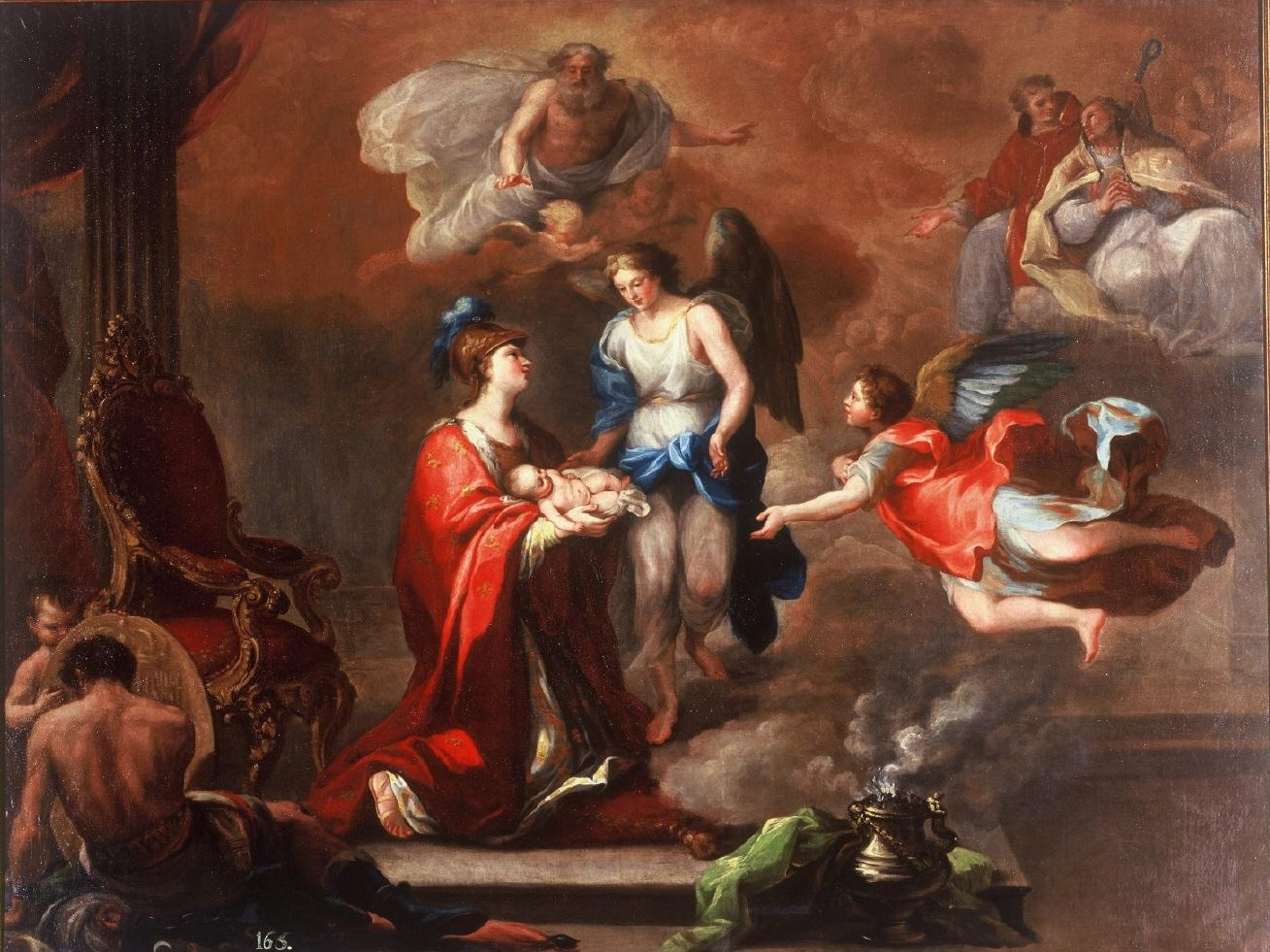
Alegoría del Nacimiento del infante Carlos Clemente (1772).
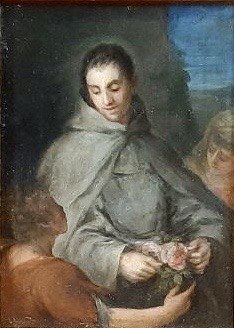
San Diego de Alcalá (n. d.).
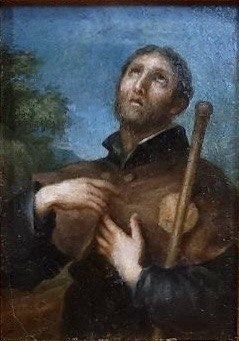
Santiago Apóstol (n. d.).